# ریچارد جنی
ریچارد جنی (به انگلیسی: Richard Jeni) (زاده ۱۴ آوریل ۱۹۵۷ - درگذشته ۱۰ مارس ۲۰۰۷) بازیگر و فیلم‌نامه‌نویس آمریکایی بود. از فیلم‌های او می‌توان به ماسک اشاره کرد. او در ۱۰ مارس ۲۰۰۷ با شلیک گلوله به زندگی خود پایان داد.